# ققنوس و قالیچه (مجموعه تلویزیونی)
ققنوس و قالیچه (انگلیسی: The Phoenix and the Carpet) یک مجموعه تلویزیونی بریتانیایی و اقتباسی از رمان ققنوس و قالیچه اثر ادیت نسبیت است که در سال ۱۹۹۷ از شبکهٔ بی‌بی‌سی وان پخش شد.این مجموعه بر اساس کتاب ققنوس و قالیچه نوشته ادیت نسبیت ساخته شده است.

## بازیگران
- دیوید سوشی
- میریام مارگولیس
- کریستوفر بیگینس
- شان دینگوال
- جما جونز
- کریستوفر بیگینس
- جین الکساندر